# アスカクリチャン
アスカクリチャン（欧字名:Asuka Kurichan、2007年4月11日 - ）は、日本の競走馬、種牡馬。主な勝ち鞍は2012年の七夕賞、2013年のアルゼンチン共和国杯。
馬名の意味は冠名（共有）＋愛称。

## 経歴

### 2歳（2009年）
アスカクリチャンは2009年9月6日、小倉芝1200mの2歳新馬戦で酒井学とのコンビでデビューしたが3着に敗れる。その後5戦出走したが、掲示板には載るものの勝ち切ることができなかった。

### 3歳（2010年）
年が明けて3歳になったアスカクリチャンだったが、なかなか勝ち切れず、初勝利を挙げたのは5月の新潟芝1600mの3歳未勝利戦だった。デビューから11戦目のことだった。初勝利の後、500万下条件戦を2戦したが、いずれも3着に敗れた。

### 4歳（2011年）
5月の新潟競馬で復帰したアスカクリチャンは2戦目の松浜特別（500万下）で差し切り勝ちを決め、1年ぶりに勝ち星を挙げた。1年ぶりに勝利したアスカクリチャンは夏になると新潟で2戦し、村上特別（500万下）、月岡温泉特別（1000万下）を連勝した。その後、アスカクリチャンは清水ステークス5着、紅葉ステークス2着と1600万下条件戦で好走すると、12月の阪神で行われたゴールデンホイップトロフィー（1600万下）で勝利し、オープン入りを果たした。

### 5歳（2012年）
オープン入りしたアスカクリチャンは京都金杯6着、東京新聞杯10着と重賞の壁に跳ね返され、一旦夏まで休養することになった。夏に復帰すると、7月の福島で行われた七夕賞では14番人気と低評価だったが、1番人気のトーセンラーの追撃を振り切り、重賞初制覇を果たした。
重賞初制覇を果たしたアスカクリチャンだったが、その後は小倉記念6着、新潟記念3着、福島記念10着、金鯱賞7着といまいちな成績で終わった。

### 6歳（2013年）
4月に休養から復帰したアスカクリチャンだったが、産経大阪杯は7着、読売マイラーズカップは11着、新潟大賞典は8着と春シーズンは不振から抜け出せなかった。抜け出すきっかけになったのは7月の函館記念。ここで3着になると、札幌記念2着、オールカマー5着と好走。そして、オープン特別のアイルランドトロフィーで4着になったアスカクリチャンは11月の東京で行われたアルゼンチン共和国杯で直線で鋭く抜け出し重賞2勝目を飾った。
重賞2勝目を飾ったアスカクリチャンは香港へ遠征し、香港ヴァーズに出走したが7着に終わった。

### 7歳（2014年）
同年は日経賞から復帰したが8着に終わった。その後、天皇賞（春）18着、目黒記念10着、函館記念11着と二桁着順が続いた。不振から抜け出すためにダートの重賞エルムステークスを使ったが12着に敗れた。
そして新潟記念6着、オールカマー12着と2戦使って迎えた天皇賞（秋）では、優勝したスピルバーグから4秒2、17着のトーセンジョーダンからも3秒2も離された18着に敗れた。ゴール後、騎乗していた三浦皇成が異変を感じ、すぐに下馬。診療所で診察した結果、レース中に左後肢の繋靱帯断裂を発症していたことが判明。競走能力喪失と診断され、事実上引退が決まり、11月12日付で競走馬登録を抹消された。

### 引退後
引退後はまず繋靱帯断裂の治療に専念し、回復後は白馬牧場にて父スターリングローズの唯一の後継として種牡馬となった。
累計出走頭数15頭と、決して多くない産駒の中から2頭の勝ち馬を出し、そのうちの一頭であるクリノドラゴンが2022年の浦和記念を勝ち、産駒の重賞初制覇となった。

## 競走成績
| 競走日     | 競馬場 | 競走名               | 格       | 距離（馬場）  | 頭 数 | 枠 番 | 馬 番 | オッズ （人気） | 着順 | タイム （上り3F） | 着差 | 騎手           | 斤量   | 1着馬（2着馬）         |
| ---------- | ------ | -------------------- | -------- | ------------- | ----- | ----- | ----- | --------------- | ---- | ----------------- | ---- | -------------- | ------ | ---------------------- |
| 2009.09.06 | 小倉   | 2歳新馬              |          | 芝1200m（良） | 15    | 7     | 13    | 59.3（09人）    | 3着  | 1:10.2（35.5）    | -0.4 | 酒井学         | 54kg   | アグネスティンクル     |
| 0000.09.20 | 阪神   | 2歳未勝利            |          | 芝1400m（良） | 11    | 4     | 4     | 03.9（02人）    | 3着  | 1:22.8（35.9）    | -0.2 | 武豊           | 54kg   | メイショウタフ         |
| 0000.10.25 | 京都   | 2歳未勝利            |          | 芝1600m（良） | 11    | 3     | 3     | 04.3（03人）    | 2着  | 1:34.7（35.9）    | -0.0 | 武豊           | 55kg   | アイファーハイカラ     |
| 0000.11.07 | 京都   | 2歳未勝利            |          | 芝1400m（良） | 11    | 8     | 11    | 03.4（02人）    | 4着  | 1:23.4（34.9）    | -0.2 | 武豊           | 55kg   | カルロスバローズ       |
| 0000.11.28 | 京都   | 2歳未勝利            |          | 芝1600m（良） | 18    | 2     | 3     | 06.8（04人）    | 5着  | 1:35.7（36.9）    | -0.2 | 武豊           | 55kg   | エーシンウェズン       |
| 0000.12.06 | 阪神   | 2歳未勝利            |          | 芝1800m（良） | 18    | 3     | 5     | 16.4（04人）    | 4着  | 1:48.4（36.1）    | -0.6 | 武豊           | 55kg   | ヤマニンシャスール     |
| 2010.01.23 | 中京   | 3歳未勝利            |          | 芝2000m（良） | 18    | 5     | 10    | 13.9（06人）    | 5着  | 2:03.1（36.8）    | -0.4 | 酒井学         | 56kg   | ドリームマジシャン     |
| 0000.02.13 | 東京   | 3歳未勝利            |          | 芝1800m（稍） | 16    | 8     | 15    | 22.7（08人）    | 3着  | 1:49.6（35.2）    | -0.4 | 藤田伸二       | 56kg   | ゲームマエストロ       |
| 0000.02.28 | 阪神   | 3歳未勝利            |          | 芝1800m（稍） | 16    | 1     | 1     | 13.6（08人）    | 9着  | 1:50.3（35.1）    | -0.6 | 藤田伸二       | 56kg   | シャイニーナイト       |
| 0000.05.08 | 新潟   | 3歳未勝利            |          | 芝1600m（良） | 16    | 6     | 11    | 03.7（02人）    | 3着  | 1:36.3（33.8）    | -0.2 | 酒井学         | 56kg   | ボーンコレクター       |
| 0000.05.23 | 新潟   | 3歳未勝利            |          | 芝1600m（良） | 16    | 8     | 16    | 04.6（02人）    | 1着  | 1:34.1（33.3）    | -0.4 | 酒井学         | 56kg   | （ヒーロー）           |
| 0000.06.12 | 東京   | 3歳上500万下         |          | 芝1800m（良） | 16    | 7     | 13    | 06.9（02人）    | 3着  | 1:47.4（34.1）    | -0.2 | 後藤浩輝       | 56kg   | サイレントメロディ     |
| 0000.10.03 | 札幌   | 3歳上500万下         |          | 芝1500m（良） | 14    | 5     | 7     | 05.9（03人）    | 3着  | 1:30.4（36.2）    | -0.4 | 柴山雄一       | 55kg   | サクラクローバー       |
| 2011.04.23 | 新潟   | 4歳上500万下         |          | 芝1600m（良） | 16    | 7     | 14    | 03.8（02人）    | 4着  | 1:34.7（34.1）    | -0.2 | 武幸四郎       | 57kg   | ストロングロビン       |
| 0000.05.07 | 新潟   | 二王子特別           | 500万下  | 芝1800m（良） | 11    | 6     | 6     | 02.8（01人）    | 3着  | 1:48.1（33.8）    | -0.8 | 丸山元気       | 57kg   | アドマイヤコスモス     |
| 0000.05.28 | 新潟   | 松浜特別             | 500万下  | 芝1600m（良） | 16    | 7     | 13    | 03.4（01人）    | 1着  | 1:36.1（33.2）    | -0.0 | 上村洋行       | 57kg   | （ゴーゲッター）       |
| 0000.06.26 | 阪神   | 南港特別             | 500万下  | 芝1600m（良） | 12    | 6     | 7     | 10.4（04人）    | 3着  | 1:33.6（34.3）    | -0.2 | 酒井学         | 57kg   | フラッパーウィング     |
| 0000.07.24 | 新潟   | 村上特別             | 500万下  | 芝1600m（良） | 16    | 5     | 10    | 07.9（04人）    | 1着  | 1:33.7（33.8）    | -0.2 | 田中勝春       | 57kg   | （マイネルゴラッソ）   |
| 0000.08.28 | 新潟   | 月岡温泉特別         | 1000万下 | 芝1600m（良） | 13    | 3     | 3     | 04.2（02人）    | 1着  | 1:33.5（32.9）    | -0.0 | 田中勝春       | 57kg   | （オルトリンデ）       |
| 0000.10.16 | 京都   | 清水S                | 1600万下 | 芝1600m（稍） | 15    | 2     | 2     | 13.8（07人）    | 5着  | 1:33.6（34.1）    | -0.4 | 田中勝春       | 55kg   | ミキノバンジョー       |
| 0000.10.29 | 東京   | 紅葉S                | 1600万下 | 芝1600m（良） | 9     | 1     | 1     | 15.1（05人）    | 2着  | 1:33.1（33.1）    | -0.1 | 北村宏司       | 57kg   | ヒットジャポット       |
| 0000.12.04 | 阪神   | GホイップT           | 1600万下 | 芝1600m（良） | 15    | 3     | 5     | 08.3（02人）    | 1着  | 1:34.1（33.8）    | -0.0 | J.ムルタ       | 58kg   | （リフトザウイングス） |
| 2012.01.05 | 京都   | 京都金杯             | GIII     | 芝1600m（良） | 16    | 3     | 5     | 16.3（06人）    | 6着  | 1:33.2（34.4）    | -0.3 | 田中勝春       | 55kg   | マイネルラクリマ       |
| 0000.02.05 | 東京   | 東京新聞杯           | GIII     | 芝1600m（良） | 16    | 4     | 8     | 40.0（11人）    | 10着 | 1:33.6（33.9）    | -0.8 | 田中勝春       | 56kg   | ガルボ                 |
| 0000.07.08 | 福島   | 七夕賞               | GIII     | 芝2000m（稍） | 16    | 3     | 6     | 54.4（14人）    | 1着  | 2:01.1（36.0）    | -0.0 | 内田博幸       | 55kg   | （トーセンラー）       |
| 0000.08.05 | 小倉   | 小倉記念             | GIII     | 芝2000m（良） | 12    | 5     | 6     | 18.0（07人）    | 6着  | 1:58.1（35.1）    | -0.8 | 田辺裕信       | 57kg   | エクスペディション     |
| 0000.09.02 | 新潟   | 新潟記念             | GIII     | 芝2000m（良） | 18    | 5     | 9     | 16.4（08人）    | 3着  | 1:57.7（32.6）    | -0.1 | 内田博幸       | 57kg   | トランスワープ         |
| 0000.11.18 | 福島   | 福島記念             | GIII     | 芝2000m（稍） | 16    | 6     | 11    | 06.6（04人）    | 10着 | 2:00.6（35.9）    | -1.1 | 田中勝春       | 57kg   | ダイワファルコン       |
| 0000.12.01 | 中京   | 金鯱賞               | GII      | 芝2000m（良） | 12    | 2     | 2     | 38.1（10人）    | 7着  | 2:00.9（35.7）    | -0.5 | 松山弘平       | 56kg   | オーシャンブルー       |
| 2013.03.31 | 阪神   | 産経大阪杯           | GII      | 芝2000m（良） | 14    | 6     | 9     | 216.7（09人）   | 7着  | 1:59.8（33.9）    | -0.8 | D.バルジュー   | 56kg   | オルフェーヴル         |
| 0000.04.21 | 京都   | マイラーズC          | GII      | 芝1600m（良） | 18    | 4     | 8     | 187.3（16人）   | 11着 | 1:33.2（34.8）    | -0.6 | 酒井学         | 56kg   | グランプリボス         |
| 0000.05.05 | 新潟   | 新潟大賞典           | GIII     | 芝1600m（良） | 16    | 5     | 10    | 25.5（09人）    | 8着  | 1:58.0（35.1）    | -1.1 | 勝浦正樹       | 57kg   | パッションダンス       |
| 0000.07.14 | 函館   | 函館記念             | GIII     | 芝2000m（良） | 16    | 8     | 15    | 20.4（08人）    | 3着  | 1:58.9（35.1）    | -0.3 | 岩田康誠       | 56kg   | トウケイヘイロー       |
| 0000.08.18 | 札幌   | 札幌記念             | GII      | 芝2000m（重） | 16    | 7     | 13    | 35.7（08人）    | 2着  | 2:07.5（39.6）    | -1.0 | 岩田康誠       | 57kg   | トウケイヘイロー       |
| 0000.09.22 | 中山   | オールカマー         | GII      | 芝2200m（良） | 16    | 4     | 7     | 20.3（07人）    | 5着  | 2:12.1（34.6）    | -0.1 | 柴田善臣       | 56kg   | ヴェルデグリーン       |
| 0000.10.13 | 東京   | アイルランドT        | OP       | 芝2000m（良） | 9     | 5     | 5     | 06.8（02人）    | 4着  | 2:01.1（33.2）    | -0.2 | 柴田善臣       | 59kg   | レインスティック       |
| 0000.11.03 | 東京   | アルゼンチン共和国杯 | GII      | 芝2500m（良） | 18    | 6     | 12    | 12.7（07人）    | 1着  | 2:30.9（34.7）    | -0.2 | 戸崎圭太       | 56kg   | （アドマイヤラクティ） |
| 0000.12.08 | 沙田   | 香港ヴァーズ         | G1       | 芝2400m（良） | 12    | 9     | 9     |                 | 7着  | 2:28.7            |      | 岩田康誠       | 57kg   | DOMINANT               |
| 2014.03.29 | 中山   | 日経賞               | GII      | 芝2500m（良） | 15    | 4     | 7     | 30.9（06人）    | 8着  | 2:35.2（35.0）    | -0.8 | 戸崎圭太       | 57kg   | ウインバリアシオン     |
| 0000.05.04 | 京都   | 天皇賞（春）         | GI       | 芝3200m（良） | 18    | 1     | 1     | 201.1（15人）   | 18着 | 3:18.8（38.3）    | -3.7 | 秋山真一郎     | 58kg   | フェノーメノ           |
| 0000.06.01 | 東京   | 目黒記念             | GII      | 芝2500m（良） | 16    | 5     | 10    | 18.8（11人）    | 10着 | 2:31.9（35.7）    | -0.9 | 北村宏司       | 57.5kg | マイネルメダリスト     |
| 0000.07.20 | 函館   | 函館記念             | GIII     | 芝2000m（良） | 16    | 6     | 11    | 38.6（13人）    | 11着 | 2:01.1（36.6）    | -1.0 | 松岡正海       | 57.5kg | ラブイズブーシェ       |
| 0000.07.27 | 札幌   | エルムS              | GIII     | ダ1700m（不） | 13    | 6     | 9     | 35.0（11人）    | 12着 | 1:44.3（37.8）    | -3.4 | N.ローウィラー | 58kg   | ローマンレジェンド     |
| 0000.09.07 | 新潟   | 新潟記念             | GIII     | 芝2000m（良） | 18    | 8     | 18    | 70.5（14人）    | 6着  | 1:58.5（34.3）    | -0.2 | 柴田大知       | 57.5kg | マーティンボロ         |
| 0000.09.28 | 新潟   | オールカマー         | GII      | 芝2200m（良） | 18    | 1     | 1     | 51.7（13人）    | 12着 | 2:12.7（34.6）    | -0.5 | 勝浦正樹       | 57kg   | マイネルラクリマ       |
| 0000.11.02 | 東京   | 天皇賞（秋）         | GI       | 芝2000m（良） | 18    | 8     | 17    | 250.3（18人）   | 18着 | 2:03.9（37.5）    | -4.2 | 三浦皇成       | 58kg   | スピルバーグ           |

1. ↑  5位入線だが、3位入線のセイルラージが降着のため繰り上げ。

## 種牡馬成績

### 主な産駒

#### グレード制重賞優勝馬
- 2018年産
  - クリノドラゴン（2022年浦和記念）[11]

## 血統表
| アスカクリチャンの血統（ミスタープロスペクター系 / Northern Dancer15.63% 4x4x5、Buckpasser 9.38% 4x5、Tom Fool 6.25% 5x5） | アスカクリチャンの血統（ミスタープロスペクター系 / Northern Dancer15.63% 4x4x5、Buckpasser 9.38% 4x5、Tom Fool 6.25% 5x5） | アスカクリチャンの血統（ミスタープロスペクター系 / Northern Dancer15.63% 4x4x5、Buckpasser 9.38% 4x5、Tom Fool 6.25% 5x5） | （血統表の出典）        | （血統表の出典） |
| 父 スターリングローズ 1997 栗毛                                                                                            | 父の父*アフリート Afleet 1984 栗毛                                                                                         | Mr. Prospector | Raise A Native          | Raise A Native   |
| 父 スターリングローズ 1997 栗毛                                                                                            | 父の父*アフリート Afleet 1984 栗毛                                                                                         | Mr. Prospector | Gold Digger             |                  |
| 父 スターリングローズ 1997 栗毛                                                                                            | 父の父*アフリート Afleet 1984 栗毛                                                                                         | Polite Lady | Venetian Jester         | Venetian Jester  |
| 父 スターリングローズ 1997 栗毛                                                                                            | 父の父*アフリート Afleet 1984 栗毛                                                                                         | Polite Lady | Friendly Ways           |                  |
| 父 スターリングローズ 1997 栗毛                                                                                            | 父の母*コマーズ Comaz 1983 鹿毛                                                                                            | Danzig | Northern Dancer         | Northern Dancer  |
| 父 スターリングローズ 1997 栗毛                                                                                            | 父の母*コマーズ Comaz 1983 鹿毛                                                                                            | Danzig | Pas de Nom              |                  |
| 父 スターリングローズ 1997 栗毛                                                                                            | 父の母*コマーズ Comaz 1983 鹿毛                                                                                            | *ミドルマーチ | Buckpasser              | Buckpasser       |
| 父 スターリングローズ 1997 栗毛                                                                                            | 父の母*コマーズ Comaz 1983 鹿毛                                                                                            | *ミドルマーチ | Nice Princess           |                  |
| 母 ローレルワルツ 1996 鹿毛                                                                                                | 母の父ダイナレター 1984 栗毛                                                                                               | *ノーザンテースト | Northern Dancer         | Northern Dancer  |
| 母 ローレルワルツ 1996 鹿毛                                                                                                | 母の父ダイナレター 1984 栗毛                                                                                               | *ノーザンテースト | Lady Victoria           |                  |
| 母 ローレルワルツ 1996 鹿毛                                                                                                | 母の父ダイナレター 1984 栗毛                                                                                               | *トゥザレター | Arts and Letters        | Arts and Letters |
| 母 ローレルワルツ 1996 鹿毛                                                                                                | 母の父ダイナレター 1984 栗毛                                                                                               | *トゥザレター | Queen of Capri          |                  |
| 母 ローレルワルツ 1996 鹿毛                                                                                                | 母の母スワンスキー 1979 鹿毛                                                                                               | *マルゼンスキー | Nijinsky                | Nijinsky         |
| 母 ローレルワルツ 1996 鹿毛                                                                                                | 母の母スワンスキー 1979 鹿毛                                                                                               | *マルゼンスキー | シル                    |                  |
| 母 ローレルワルツ 1996 鹿毛                                                                                                | 母の母スワンスキー 1979 鹿毛                                                                                               | *リビーザリブラ | Delta Judge             | Delta Judge      |
| 母 ローレルワルツ 1996 鹿毛                                                                                                | 母の母スワンスキー 1979 鹿毛                                                                                               | *リビーザリブラ | French to Boot F-No.3-n |                  |

- 姉の半兄に重賞2着5回のシグナスヒーローがいる。